# Distretto di Iishi
Il distretto di Iishi (飯石郡, Iishi-gun?) è uno dei distretti della prefettura di Shimane, in Giappone.
Attualmente fa parte del distretto solo il comune di Iinan.